# Elna Nilsson-Rydman
Elna Nilsson-Rydman,  född 25 september 1875 i Everöd, Skåne, död 19 maj 1940 i Helsingborg, var en svensk kompositör. Nilsson-Rydmans musik har bland annat använts i Emil i Lönneberga-filmerna. 